# Drągów
Drągów – wieś w Polsce, położona w województwie dolnośląskim, w powiecie oleśnickim, w gminie Twardogóra.
| SIMC    | Nazwa    | Rodzaj     |
| ------- | -------- | ---------- |
| 0881839 | Drągówek | przysiółek |
| 0881845 | Zakrzów  | przysiółek |

W latach 1975–1998 wieś administracyjnie należała do województwa wrocławskiego.